# Kokoszkowy (gromada)
Kokoszkowy – dawna gromada, czyli najmniejsza jednostka podziału terytorialnego Polskiej Rzeczypospolitej Ludowej w latach 1954–1972.
Gromady, z gromadzkimi radami narodowymi (GRN) jako organami władzy najniższego stopnia na wsi, funkcjonowały od reformy reorganizującej administrację wiejską przeprowadzonej jesienią 1954 do momentu ich zniesienia z dniem 1 stycznia 1973, tym samym wypierając organizację gminną w latach 1954–1972.
Gromadę Kokoszkowy z siedzibą GRN w Kokoszkowach utworzono – jako jedną z 8759 gromad na obszarze Polski – w powiecie starogardzkim w woj. gdańskim na mocy uchwały nr 23/III/54 WRN w Gdańsku z dnia 5 października 1954. W skład jednostki weszły obszary dotychczasowych gromad Kokoszkowy, Ciecholewy i Trzcińsk ze zniesionej gminy Starogard, a także tereny o ogólnej powierzchni ok. 205 ha z miasta Starogard w tymże powiecie: obszar obrębu kat. Starogard Szlachecki (karta mapy 2 – bez obszaru parcel Nr Nr 36/1, 37/1, 38/3, 39/1, 40/1, 50/1, 51/1, 41/7, 42/7, 43/7, 44/7, 45/10 i 48/12), część obrębu kat. Pelplin-Las (karta mapy 1 – stanowiąca obszar parcel Nr Nr 16, 81/13, 35/12, 79/21 i 80/13) oraz część obrębu kat. Kokoszkowy (karta mapy 1 – stanowiąca obszar parcel Nr Nr 137/35, 138/35, 159/35 i 140/36); wreszcie obszar dotychczasowej gromady Janin ze zniesionej gminy Skarszewy w powiecie kościerskim w tymże województwie. Dla gromady ustalono 11 członków gromadzkiej rady narodowej.
1 stycznia 1960 siedzibę gromady Kokoszkowy przeniesiono do miasta Starogardu Gdańskiego w tymże powiecie, zachowując jednak nazwę gromada Kokoszkowy; równocześnie do gromady Kokoszkowy włączono obszar zniesionej gromady Żabno w tymże powiecie.
31 grudnia 1961 z gromady Kokoszkowy wyłączono część wsi Janowo, włączając ją do miasta Starogardu Gdańskiego w tymże powiecie.
1 stycznia 1962 do gromady Kokoszkowy z siedzibą w Starogardzie Gdańskim włączono obszar zniesionej gromady Rywałd (również z siedzibą w Starogardzie Gdańskim) w tymże powiecie; z gromady Kokoszkowy wyłączono natomiast miejscowości Krąg i Żabno, włączając je do gromady Rokocin z siedzibą w Starogardzie Gdańskim tamże.
1 stycznia 1970 do gromady Kokoszkowy włączono część obszaru miasta Starogard Gdański (750,12 ha) w tymże powiecie.
1 stycznia 1972 do gromady Kokoszkowy z siedzibą w Starogardzie Gdańskim włączono obszar zniesionej gromady Rokocin (również z siedzibą w Starogardzie Gdańskim) w tymże powiecie.
Gromada przetrwała do końca 1972 roku, czyli do kolejnej reformy gminnej.